# Litoria electrica
Litoria electrica är en groddjursart som beskrevs av Ingram och Chris J. Corben 1990. Litoria electrica ingår i släktet Litoria och familjen lövgrodor. IUCN kategoriserar arten globalt som livskraftig. Inga underarter finns listade i Catalogue of Life.